# Mary Quaile
Mary T. Quaile (geboren am 8. August 1886 in Dublin, Irland; gestorben am  16. Dezember 1958) war eine britische  Gewerkschafterin irischer Herkunft.
Quaile wuchs in Manchester auf. Im Alter von zwölf Jahren ging sie von der Schule ab. Anfangs arbeitete sie als Hausangestellte, nahm jedoch bald Arbeit in einem Cafe an. Bereits damals begann sie, Arbeiter gewerkschaftlich zu organisieren. Sie überzeugte Arbeiter in der Lebensmittelbranche, sich einer Gewerkschaft anzuschließen. Dementsprechend wurde sie 1911  Assistant Organiser des Manchester Women's Trade Union Council (WTUC), später dessen  Organising Secretary.
1919 wurde der WTUC Teil des Manchester Trades Council, und Quaile wurde National Woman Officer der Dock, Wharf, Riverside and General Labourers' Union, die später Teil der Transport and General Workers' Union wurde. Sie war auch im Trades Union Congress (TUC) aktiv und gehörte von 1923 bis 1926 dem General Council des  TUC an. Ab 1923 war Quaile Sekretärin der Frauenabteilung des Manchester Trades Council und bald auch Schatzmeisterin dieses Council.
Im Jahr 1925 leitete Quaile eine TUC-Frauendelegation in die Sowjetunion. Sie wurde auch in den Beratenden Frauenausschuss des Internationalen Gewerkschaftsbundes berufen.  Aufgrund ihres schlechten Gesundheitszustands trat sie 1933 von allen ihren nationalen Ämtern zurück, wurde aber 1934 Friedensrichterin und blieb bis in die 1950er Jahre hinein im Berufsrat tätig.